# Gammeldammen, Dalarna
Gammeldammen är en sjö i Rättviks kommun i Dalarna och ingår i Dalälvens huvudavrinningsområde.